# Burg Günding
Die Burg Günding ist vermutlich eine abgegangene mittelalterliche Niederungsburg im Flurbereich „Klingenänger“ in Günding, einem Ortsteil der Gemeinde Bergkirchen im Landkreis Dachau in Bayern. Es ist allerdings so, das in Günding zwei Niederungsburgen nachgewiesen sind: Die eine liegt etwa 500 m westlich der Filialkirche St. Vitus von Günding und wird als Bodendenkmal unter der Aktennummer D-1-7734-0100 im Bayernatlas als „Niederungsburgstall des hohen Mittelalters“ geführt, der andere liegt ca. 500 m westlich der Kirche und wird als Bodendenkmal unter der Aktennummer D-1-7734-0093 im Bayernatlas als „verebneter Niederungsburgstall des hohen Mittelalters“ geführt. Von dem ersteren sind die Koordinaten angegeben. Beide Anlagen liegen heute auf landwirtschaftlichen Flächen, einer Wiese bzw. einem Feld.

## Geschichte
Die um 1164 erwähnte Burganlage, von der keine Reste erhalten sind, wird an der Stelle der Gündinger Kirche vermutet. Dies ist aber in Zweigfel zu ziehen, da die beiden Niederungsburgställe von Güning jeweils 500 m von der Kirche entfernt liegen.